# Stemmatophora rungsi
Stemmatophora rungsi is een vlinder uit de familie snuitmotten (Pyralidae). De wetenschappelijke naam is voor het eerst geldig gepubliceerd in 2000 door Leraut.
De soort komt voor in Europa.